# 509 Iolanda
509 Iolanda este un asteroid din centura principală, descoperit pe 28 aprilie 1903, de Max Wolf.